# Cosamaloapan
Cosamaloapan es una ciudad del estado de Veracruz de Ignacio de la Llave en México, ubicado en la Cuenca del Papaloapan. Productor de azúcar. Centro económico de municipios vecinos. Cabecera del distrito electoral federal y estatal.  Antigua cabecera de señorío prehispánico, corregimiento, alcaldía mayor, partido y cantón. Centro de peregrinación religioso, principalmente en el siglo XVII.

## Toponimia
El nombre es de origen náhuatl cozatli: comadreja o zarigüeya; mállotl: cautiverio y apan: río, por lo tanto su significado sería: río de las comadrejas (zarigüeyas) en cautiverio.
También se traducía como "madriguera de ratas a orillas del río" o "nido de ratas a orillas del río", la lógica es que las ratas y comadrejas bien se pueden confundir visualmente, además de que sus madrigueras por naturaleza las hacen cerca de donde encuentran su comida consistente en frutos e insectos, los cuales abundan a lo largo de la rivera de la cuenca del río Papaloapan.
Gonzalo Aguirre Beltrán señala otro significado y explica que en el Códice Mendocino el jeroglífico de Cosamaloapan está representado por una comadreja (cozamatl), colocada dentro de un apantli (caño de agua), pero la representación del jeroglífico es fonético; esto es, da el sonido aproximado del vocablo pero no su significación. Por lo que no debería traducirse como "en el río de las comadrejas", cuando la voz literalmente dice "en el río del arco iris".

## Localización geográfica
Es cabecera municipal del municipio de Cosamaloapan de Carpio, se encuentra en la Región denominada Sotavento con una Latitud Norte de 18° 22' y Longitud oeste de 95° 48' a una altitud de -2 m s. n. m. y con una superficie de 581,30 km².
El municipio de Cosamaloapan está ubicado en la zona centro-sur del estado de Veracruz. Limita al norte con los municipios de Tierra Blanca e Ixmatlahuacan; al sur con Chacaltianguis, Tuxtilla, Tlacojalpan, Otatitlán y el estado de Oaxaca (Tuxtepec, Oax.), al este con Carlos A. Carrillo y al oeste con Tres Valles.

## Orografía
El municipio de Cosamaloapan se encuentra ubicado en la zona centro-sur del estado de Veracruz, dentro de la provincia fisiográfica de las llanuras costeras del Golfo de México, en la subprovincia de la llanura costera veracruzana, denominada localmente “Llanura de Sotavento”.

## Edafología
El municipio de Cosamaloapan posee suelos profundos, ricos en materia orgánica y fértil, de tipo vertisol y feozem; en las áreas inundables, dominan los suelos alcalinos de tipo gleysol, regosol y cambisol; dedicados en su mayor parte a usos agrícolas y en menor medida pecuarios.

## Hidrografía

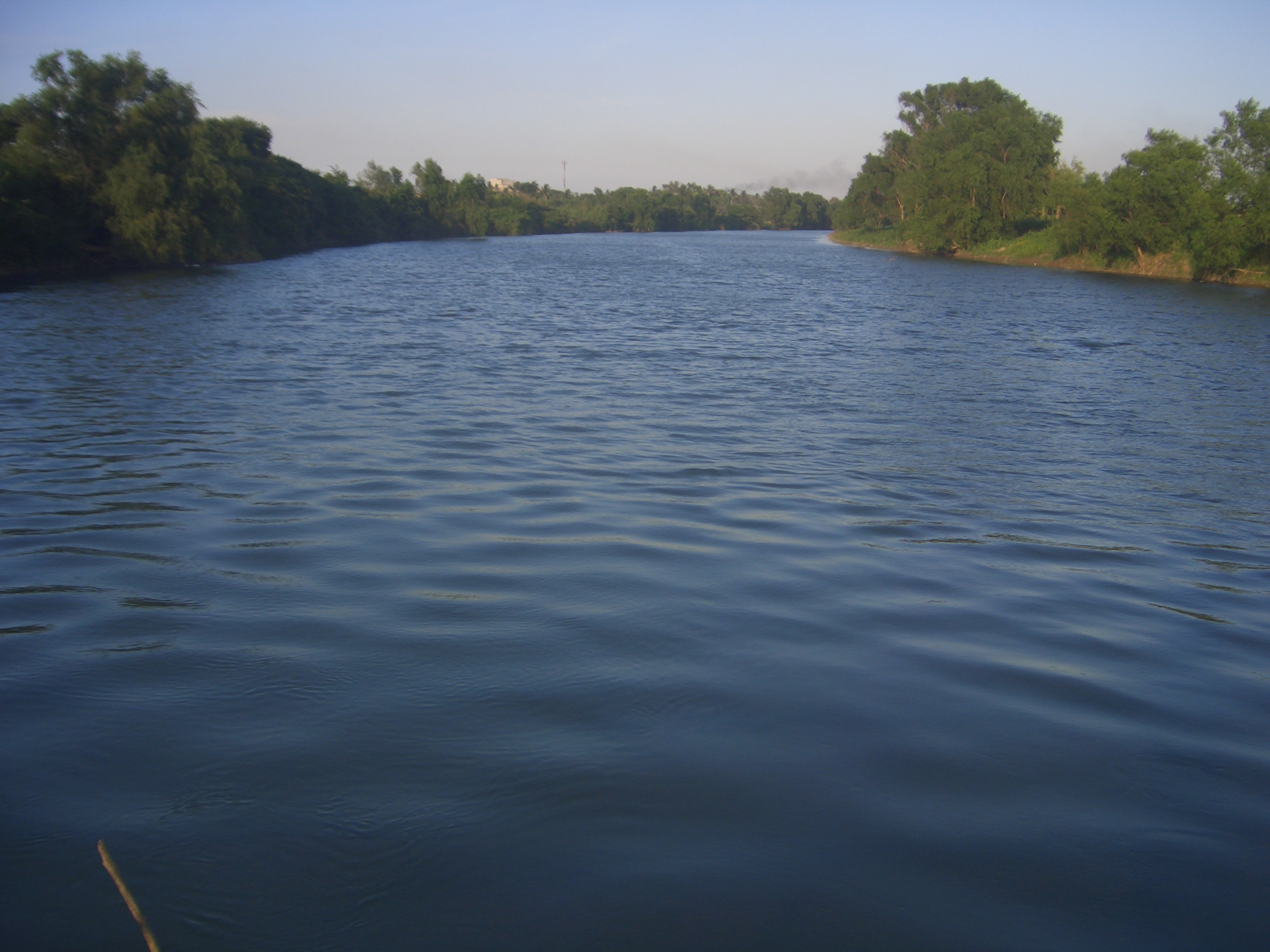
Río Papaloapan en su paso frente a Cosamaloapan, Ver.

El municipio se encuentra ubicado en la cuenca “A” de la región hidrológica RH-28 correspondiente a la cuenca del Papaloapan, es regado por diversos ríos y arroyos, entre los que destacan el río Papaloapan que sirve de límite natural con los municipios de Chacaltianguis, Tuxtilla, Tlacojalpan y Otatitlán; el Tonto que marca el límite con el estado de Oaxaca; al norte del municipio se encuentran los ríos Hondo y Chino que corresponden a los límites territoriales con Ixmatlahuacan y Tierra Blanca. Dentro de los cuerpos lénticos, en los que encuentran lagos y lagunas, podemos mencionar: las lagunas de “El Mirador” y “La Lima”, que forman parte del Complejo Lagunar de Alvarado, así como diversas zonas pantanosas e inundables.

## Clima
Según la clasificación climática de Köppen modificado por Enriqueta García, la fórmula climática de la cabecera municipal es: Aw2(e) g, es decir cálido subhúmedo, con lluvias en verano y otoño, con una precipitación pluvial de 1.307 mm como promedio anual, una temperatura media anual de 25,2 °C, ligeramente extremoso y con una breve sequía de medio verano o canícula; en la temporada invernal hay una ligera baja de temperatura debida a la influencia de masas de aire polar, denominadas localmente “nortes”, que propician lloviznas invernales que corresponden a un porcentaje menor al 5% del total de la precipitación anual.
En el municipio se encuentran representados otros dos climas: cálido húmedo con abundantes lluvias en verano Am (w), registrado en la estación meteorológica de Cd. Alemán, ubicada en la zona sur del mismo y cálido subhúmedo con lluvias en verano Aw1(w) en el límite con los municipio de Tierra Blanca e Ixmatlahuacan.

## Flora

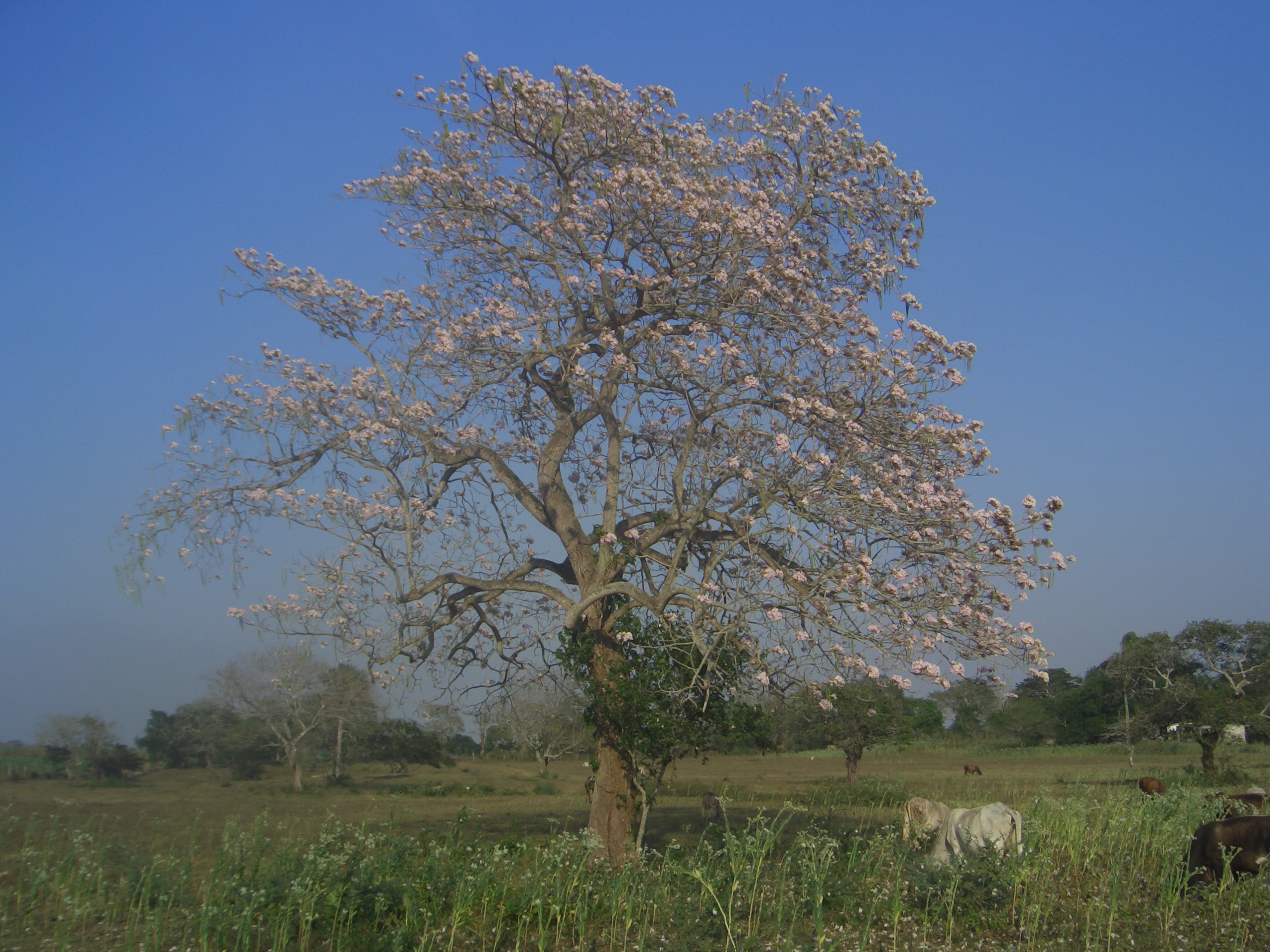
Árbol de Roble en el mpio. de Cosamaloapan.

En el municipio de Cosamaloapan prácticamente existen vestigios significativos de ecosistemas naturales, encontrándose en este momento cubierto por agroecosistemas dominados por diversos pastos introducidos, cultivos de mango (Mangifera indica), plátano (Musa paradisiaca) y sobre todo Caña de azúcar (Saccharum officinarum), entre otros.
Solo existen relictos de vegetación riparia (a orillas de río, arroyos), así como especies típicas de selvas medianas subperennifolias, por ejemplo: pochota (Ceiba penthandra), múchite (Pithecellobium dulce), cópite (Cordia dodecandra), mulato (Bursera simaruba), palmarés de Marrachao (Sabal mexicana), coyol redondo (Acrocomia mexicana), palma real (Scheelea liebmannii), así como el roble (Tabebuia rosea), Jicaro (Crescentia cujete y Crescentia alata), Uvero (Coccoloba uvifera); herbáceas diversas, lianas entre las que podemos citar al cacapache (Pasiflora oerstedii), pastle o heno (Tillandsia usneoides)  y a orillas de ríos el sauce (Salix spp.), Apompo (Pachira aquatica), entre otras.

## Fauna
Dado que en este municipio, no existen ya ecosistemas naturales significativos (por el hecho de que sus tierras están ocupadas por amplias regiones agrícolas y ganaderas), las especies de fauna mayor se encuentra desplazas; sin embargo aún hoy, es posible encontrar con cierta abundancia, especies menores o medianas, como: conejo (Silvilagus floridanus y S. brasilensis), coyote (Canis latrans), tacuazín o tlacuache (Didelphis marsupialis y D. virginiana), armadillo (Dasypus novencinctus) y comadreja (Mustela frenata).
Entre las especies menos abundantes y sujetas a protección, podemos mencionar aún la presencia del brazo fuerte u hormiguero (Tamandua mexicana), coendú (Coendou mexicanus), grisón (Galictis vittata) e incluso manatí (Trichechus manatus); así mismo, coexisten en la región diversas especies de aves adaptadas al nuevo hábitat impuesto, así como gran cantidad de reptiles entre los que podemos mencionar iguanas, tortugas de río, lagartos y diversas serpientes (muchos de ellos incluidas como especies protegidas por la NOM-059-SEMARNAT-2001).
Además de la destrucción de su hábitat, la contaminación, el crecimiento agrícola y urbano, las especies habitantes de la región del bajo Papaloapan, se enfrentan a otros problemas como: el tráfico ilegal del que son víctimas: loros, pericos, iguanas, entre otras; así como la cacería deportiva y para consumo humano, que principalmente se ejerce sobre tortugas de río (chachagua, chopontíl, tortuga blanca), iguanas y diversas aves.

## Historia político-administrativa

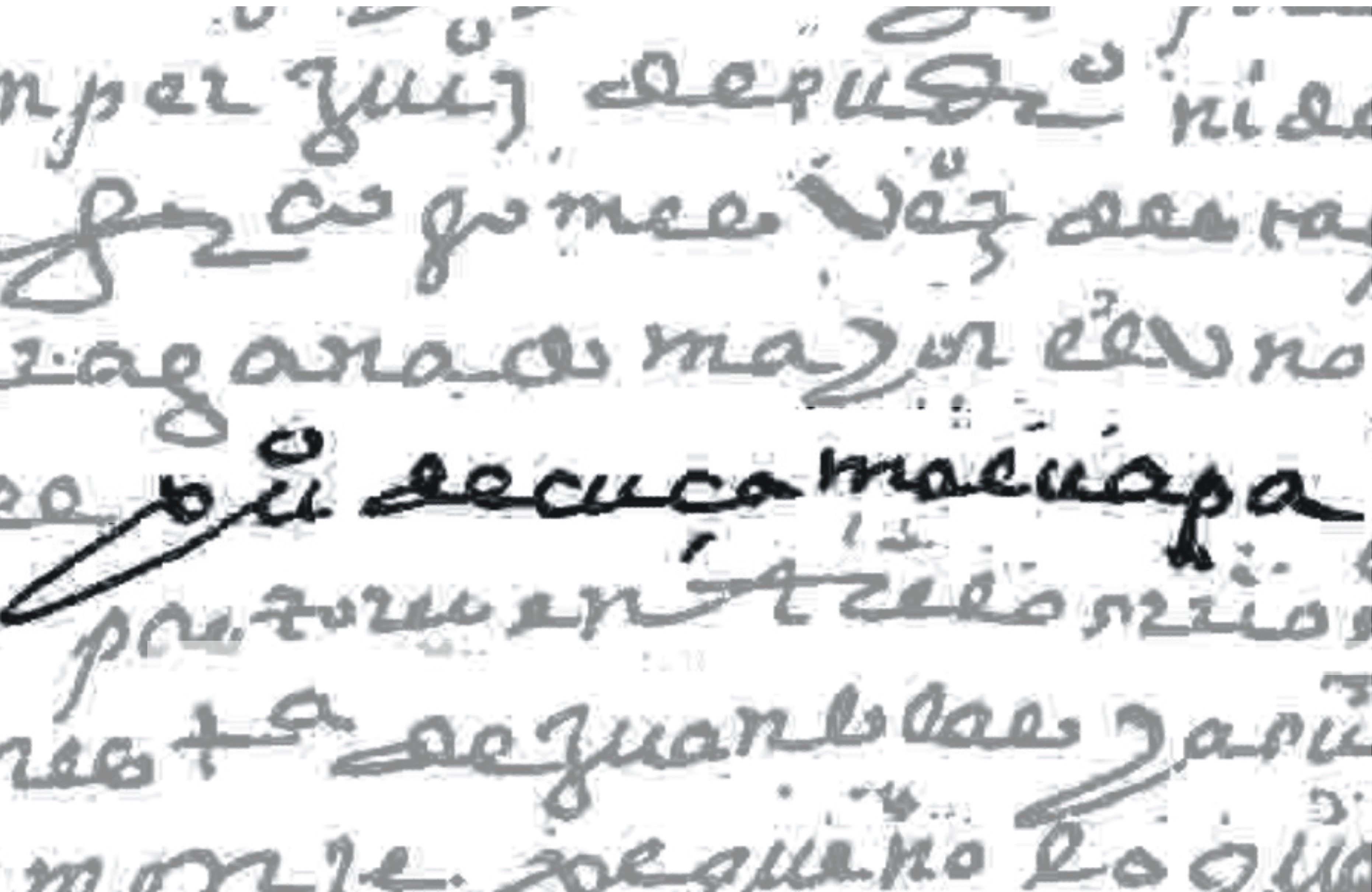
Pueblo de Cuçamaluapa. Fragmento de una merced otorgada a Francisco Gómez en 1583.

En 1457, Cosamaloapan y su provincia se encontraban bajo el dominio del imperio mexica. El año exacto de su conquista oscila entre 1452 y 1457. Entregaba sus tributos en la guarnición azteca de Tuxtepec. Así continuo hasta la llegada de los españoles.
Los primeros corregimientos de la cuenca del Papaloapan fueron el de Guaspaltepec (creado en 1531) y el de Cosamaloapan (creado cerca de 1534). En 1560, ambos corregimientos se unieron junto con pueblos dados en encomienda y formaron un gran corregimiento que comprendía todo el territorio entre Chinantla y Tlacotalpan, conservando el nombre de Guaspaltepec. En estas fechas y por un breve periodo este corregimiento paso a la jurisdicción de Teutila, debido a problemas entre el corregidor Alonso Nortes de Sosa y alcaldes indígenas.
(Véase Anexo: Corregidores de Guaspaltepec)
Alrededor de 1640, el corregimiento se convirtió en Alcaldía Mayor, y poco después la jurisdicción fue renombrada a Cosamaloapan. El territorio de la alcaldía colindaba al norte con Veracruz y Tlacotalpa, al este con Tuxtla, al sur con Acayucan y Villa Alta; y al oeste con Teutila. Los principales pueblos eran Amatlán, Acula, Ixmatlahuacan, Otatitlán, Chacaltianguis, Tesechoacán y Sochiapan.
A finales del siglo XVII, la alcaldía mayor de Cosamaloapan se agregó a la alcaldía mayor de Chinantla. En 1696, el Rey otorgó una merced a Francisco Sigler nombrándolo alcalde mayor de Chinantla con la agregación de Cosamaloapan. Después de un litigio por parte de los dos alcaldes mayores en funciones, el virrey decreto, en 1697, que Sigler tomara posesión de ambas alcaldías. Así, Cosamaloapan permaneció agregada a Chinantla hasta 1746.
En el siglo XVIII, una parte del territorio de la alcaldía mayor de Cosamaloapan se anexó a la alcaldía de Villa Alta, pero tal hecho se anuló en el mismo siglo XVIII. El territorio segregado correspondía al antiguo territorio de Guaspaltepec.
A partir de la Ordenanza de intendentes para la Nueva España en 1786, se reorganiza la administración, la alcaldía mayor pasó a ser un partido o subdelegación, dependiente de la Intendencia de Veracruz.
Por ley estatal del 26 de mayo de 1825 y la consecuente Constitución del Estado del 3 de junio de 1825, se constituye el cantón de Cosamaloapan incorporado al Departamento de Orizaba. El territorio propiamente fue el mismo, compuesto por los pueblos de: Cosamaloapan, San Pedro Acula, San Pedro Amatlán, San Juan Bautista Chacaltianguis, Santiago Ixmatlahuacan, San Andrés Otatitlán, Sochiapan, San Miguel Tesechoacan y Tlacojalpan, y por las haciendas de: Santa Ana Chiltepec, San Nicolás Zacapesco, San Agustín Guerrero, Santo Tomás de las Lomas y Santa Catarina de Uluapa; y por varios ranchos.
El municipio o ayuntamiento, en general, toma cierto nivel de importancia después de la independencia. El ayuntamiento de Cosamaloapan estaba formado en 1831, por dos alcaldes, seis regidores y un sindico. En 1825 y 1831, no se menciona un territorio municipal, solo el territorio del pueblo de Cosamaloapan, colindando al norte con los pueblos de Santiago Ixmatlahuacan, Acula y Amatlan; al oriente con la Hacienda de Uluapa, al sur con San Miguel Ixcatepec, y al poniente con la Hacienda de Santo Tomás de las Lomas.
Por decreto del 6 de septiembre de 1910 la Villa de Cosamaloapan se eleva a la categoría de Ciudad y por Decreto del 4 de junio de 1918 el municipio se denomina Cosamaloapan de Carpio, en honor del distinguido médico y poeta Manuel Eulogio Carpio Hernández.
La Ley del municipio libre de 1914 y la Constitución de 1917, declaran la abolición de los cantones, estableciendo al municipio como la célula básica de organización territorial y administrativa de los estados. Debido a ello, el cantón de Cosamaloapan dejó de existir.
El 25 de noviembre de 1988 la congregación de Tres Valles se erige en Municipio y también por decreto del 29 de noviembre de 1996 la congregación de Carlos A. Carrillo se eleva a la categoría de Municipio Libre.

### Cronología de hechos históricos
- 1457 -La población se encontraba bajo dominio mexica.
- 1600 -Congregación de pueblos en el corregimiento de Cosamaloapan.
- 1786 -Cosamaloapan forma parte de la intendencia de Veracruz.
- 1825 -Se constituye el cantón de Cosamaloapan, incorporado al departamento de Orizaba.
- 1830 -El pueblo de Cosamaloapan obtiene la categoría política de Villa.
- 1869 -El cantón queda incorporado al distrito de Veracruz.
- 1910 -La Villa de Cosamaloapan se eleva a categoría de Ciudad.
- 1917 -Desaparece el cantón de Cosamaloapan.
- 1918 -El municipio recibe la denominación de Cosamaloapan de Carpio.

## Escudo de armas

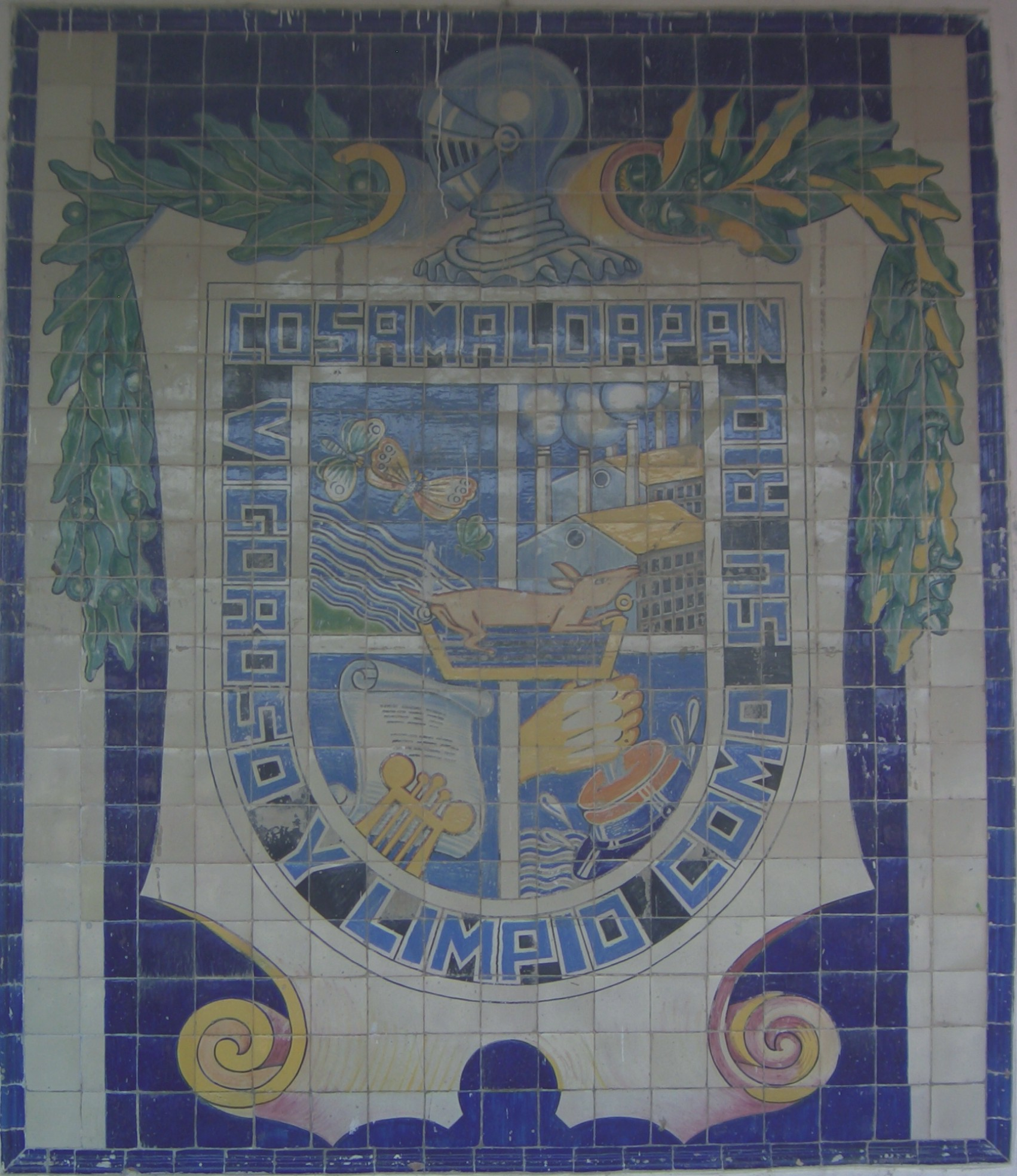
Escudo de Armas.

En 1944, el H. Ayuntamiento presidido por el profesor Rafael Arriola Molina convocó a un concurso para escoger el escudo de Cosamaloapan. El jurado calificador estuvo compuesto por los doctores Cipriano Villasana Jiménez, Ángel Estrada Loyo y el profesor Gabriel Beltrán.
La propuesta que se eligió fue la presentada por el profesor Octaviano Corro Ramos quien aportó las ideas para que el pintor xalapeño Daniel Aguilar, egresado de la Academia de San Carlos, las plasmara en el diseño del escudo.
Descripción del escudo
El cuerpo está dividido en cuatro cuarteles.
El cuartel superior izquierdo está el dibujo de un río y las mariposas, en alusión al significado del río Papaloapan (río de las mariposas). Fue puesto por estar Cosamaloapan en la margen del río y su trascendencia en la historia de la población.
El cuartel superior derecho está el dibujo que representa a la industria azucarera. El municipio, en 1944, contaba con tres importantes ingenios: San Cristóbal, San Gabriel y Paraíso Novillero. El azúcar era y sigue siendo el principal producto del municipio. Todo el proceso para su elaboración, desde el cultivo hasta su comercialización, mueve la economía municipal.
El cuartel inferior izquierdo está el dibujo de un pergamino y una lira en alusión a la notable relevancia de la poesía y sus poetas cosamaloapeños.
El cuartel inferior derecho, el dibujo de una mano apuñalando a un kepi militar francesa en un lugar cenagoso. Representa a la batalla del Bajo de Noroña donde las guardias nacionales de Cosamaloapan, Chacaltianguis y Acula derrotaron a los militares invasores durante la Intervención francesa.
Al centro está el jeroglífico de Cosamaloapan, tal como está en Códice Mendocino. La figura es una comadreja tomando agua sobre un apantli.
El cuerpo del escudo está orlado por el lema: COSAMALOAPAN: VIGOROSO Y LIMPIO COMO SU RÍO
En la parte superior rematando el escudo se dibujó el yelmo y las ramas de oliva y laurel, significando el valor y el heroísmo.

### Virgen de Cosamaloapan

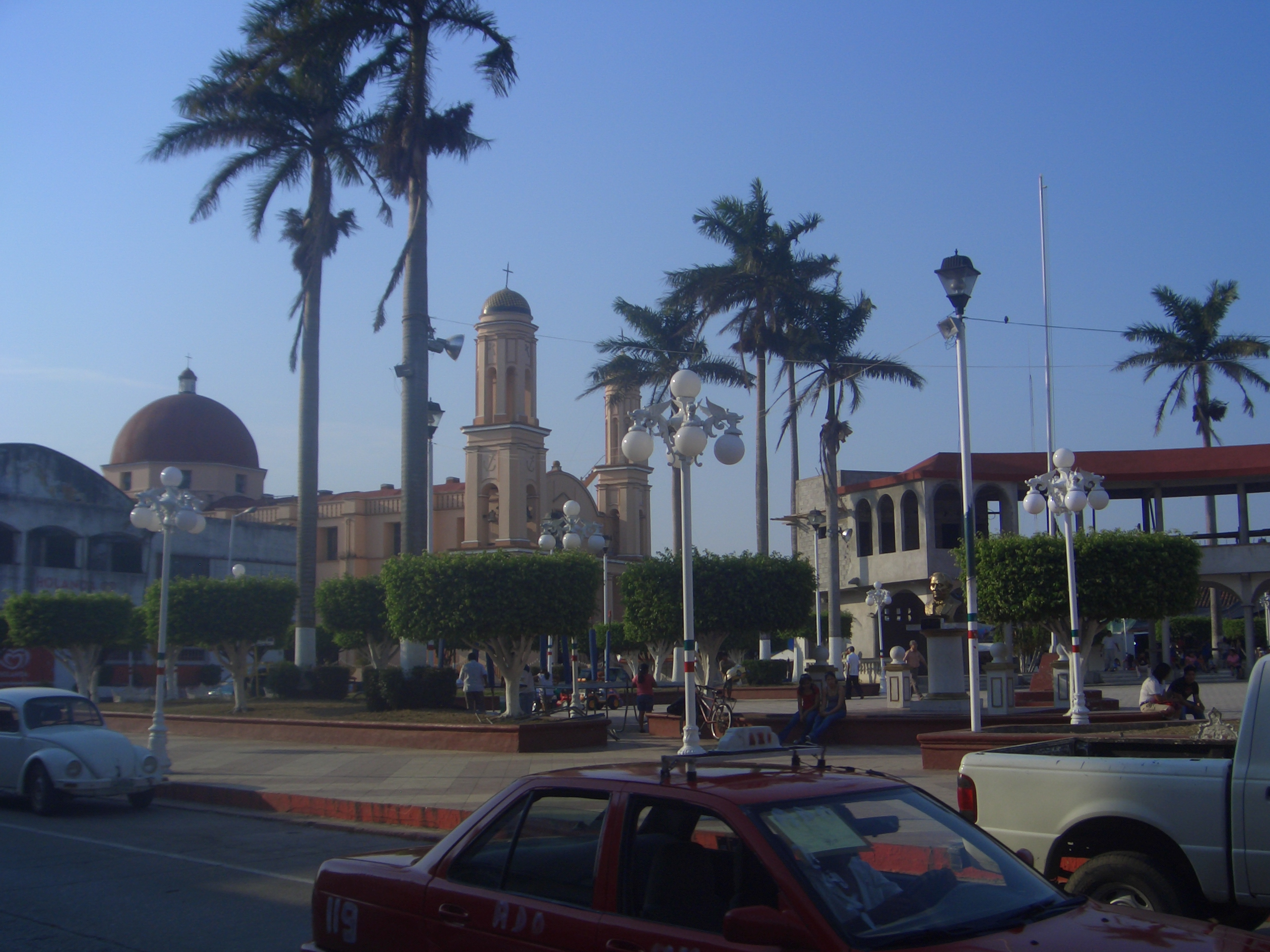
Parque central Marcos Carrillo Herrera y la Basílica Liberiana. 24 de abril de 2009.

Nuestra Señora de Cosamaloapan, actualmente se celebra la fiesta de la virgen el 8 de diciembre, con diversas actividades culturales y religiosas.
Nombre
La Virgen en principio se le denominaba Nuestra Señora de la Soledad, más adelante posiblemente alrededor de 1643 se le empezó a conocer como Nuestra Señora de la Concepción, nombre que predominó en los siguientes siglos y con el que actualmente se le conoce. También fue común llamarle por el nombre del lugar: Nuestra Señora de Cosamaloapan. En varios casos este nombre se utilizó cuando de dedicó alguna capilla fuera de Cosamaloapan, por ejemplo la capilla en Morelia, Mich. y que aún persiste pero como monasterio.
Historia:
El libro Zodiaco Mariano de 1755, con datos escritos del siglo XVII (principalmente la relación hecha por el jesuita Juan de Ávalos en 1643), señala que no hay documentación que avale la llegada de la Virgen a Cosamaloapan, solo existía la tradición oral y sobre la base de ella se armó su historia.
Según este libro, la virgen llegó a Cosamaloapan alrededor de la década de 1560. La virgen fue encontrada dentro de una caja que tenía una mula muerta, con un rótulo que señalaba era para la iglesia dónde se encontrara, esto ocurrió en el camino que va de La Antigua al puerto de Veracruz (en ese entonces la Veracruz y el puerto de San Juan de Ulua). La historia exacta no se sabe pero llegó a través de una ruta comerciante. (Recuerde que existía una ruta de comercio que iniciaba en Veracruz entraba por Alvarado y continuaba por los ríos en canoas y luego a lomo de mula hasta llegar a Oaxaca).
Corro y Ferat señalan que quienes la encontraron la llevaron hasta el estado de Oaxaca, la tradición oral de un pueblo de la sierra de Oaxaca llamado san Miguel aloapam nos relata que la virgen se encontraba en la iglesia de aquel pueblo y durante una inundación, el templo donde estaba fue arrastrado por la corriente y con él la virgen. Quedando varada en Cosamaloapan. Es de señalar que estas fuentes la ubican en otro tiempo cronológico, hasta da la impresión de ser dos historias diferentes.
Es de suponer que con el paso de los años se formó una devota cofradía con aprobación del papa Gregorio XIII (1572-1585), concediéndole muchas gracias, privilegios e indulgencias, según señala Villaseñor. En la congregación de 1600 se confirma su existencia. En 1609, el obispo Alonso de la Mota y Escobar confunde esta cofradía con la Tlalixcoyan, y dice era dedicada al Entierro, pero otros documentos de la época nos confirman que era de la Soledad. En 1612, el padre Melchor de Valdés (uno de los fundadores de la Hacienda de Uluapa) era cofrade de ella.
Durante el periodo que fue Cura el padre Juan de Silva Gavilán (aprox. 1586-1615), hubo un ataque al pueblo de negros cimarrones, por lo que para salvaguardar la imagen se intentó llevarla al pueblo de Amatlan, pero al hacerlo “… se lebantò un uracan tan terrible, y espantoso con tanta abundancia de agua, que llovía, que se cortaron los caminos inundados. Y no pudiendo salir con su intento la bolvieron, juzgando, que no necessitaba de más guarda, la que tenía à su disposición los Angeles del Cielo, para que la defendiessen. Y assi fue, porque los Negros no se atrevieron à profanar, ni à la Santa Imagen, ni à su Capilla, ni à cosa alguna, que le tocasse.”
En 1609, estando en Alvarado, el obispo Alonso de la Mota ordena que no se traslade la cofradía a otra parte, por lo que tal hecho debió suceder un poco antes.
En las siguientes décadas la virgen se hizo famosa por sus milagros en la región y fuera de ella. En 1643, el obispo Juan de Palafox y Mendoza incluso la llevó hasta la catedral de Puebla, donde la Virgen se le apareció en la noche del 15 o 16 de junio.
En diciembre de 1645 se dedicó una nueva capilla a la Virgen de la Concepción. la dedicación la realizó el padre jesuita Lorenzo López por petición expresa del obispo Palafox. Posiblemente fue el día 8. Se ignora en que fecha se levantó la primera capilla, pero debió ser después de 1600 porque en ese entonces solo existía una iglesia. Posiblemente naciera la necesidad al incrementarse su popularidad o a algún milagro en específico.
El 12 de mayo de 1646, el mismo obispo Palafox en su viaje pastoral al llegar a Cosamaloapan, lo primero que hace es visitar la capilla y oficia misa allí, aún antes que en la iglesia parroquial. Expresando que la imagen de Nuestra Señora era de gran devoción y milagrosa.
- En esta misma época, uno de los peregrinos famosos que visitaron el santuario fue Catalina de San Juan (la famosa China Poblana).[31]

La fama de milagrosa llevó a que se venerara en diferentes lugares, por ejemplo:
- En el siglo XVI en Morelia los caciques de Pazcuaro levantaron una Capilla en su honor, misma que en 1738 se convirtió en el Monasterio de Nuestra Señora de Cosamaloapan.
- En el siglo XVIII existió una Hacienda jesuita con el Nombre de Nuestra Señora de Cosamaloapan en Chihuahua.
- En Tizayuca, Hidalgo existe cuando menos desde el siglo XIX y hasta la actualidad la veneración de la virgen de Cosamaloapan, además con varios milagros muy reconocidos.

Según Octaviano Corro y Aurora Ferat, en 1703 se dedicó una iglesia a la Virgen, por lo que podría suponerse que la capilla de 1645, ya se la había llevado el río.
Esta capilla de 1703, también, por estar cerca del río en las siguientes décadas se vio amenazada con derrumbarse lo que finalmente ocurrió a finales del siglo XVIII.
En la década de 1790’s de empezaron los trámites para la nueva edificación, así como la conveniencia de que en un mismo templo estuviera la imagen y la parroquia. En 1798 la capilla de Nuestra Señora de la Concepción estaba en peligro eminente de derrumbe al estar el río golpeando sus muros y se estaba considerando cambiarla a otra capilla. La torre ya estaba sumergida en el río. La más viable era a la Capilla de San Diego que estaba construida donde, posteriormente se ubicó el Teatro Juárez y en el siglo XX el cine Río, frente al actual parque.
En 1799, se hizo el proyecto del nuevo templo para el santuario, empezándose un poco después. En 1804, ya se llevaba un considerable avance. El 6 de enero de 1803, un huracán destruyó la iglesia parroquial, por lo que se propuso que se reuniera el santuario y la parroquia en el mismo edificio que se estaba construyendo, poniendo por motivo la imposibilidad de los habitantes para construir dos templos al mismo tiempo. Lo que fue aceptado por las autoridades eclesiásticas. Después de un largo proceso de construcción, finalmente se pudo celebrar la misa en 1860.
Durante ese lapso de tiempo la veneración de la Imagen y el culto en general se realizaba en la capilla de San Diego.
Durante el siglo XX se le siguieron haciendo arreglos al nuevo templo.
El templo se cerró en la época anticlerical y reabrió al uso religioso en 1937.
En 1966, fue coronada la Virgen y se elevó su templo a la categoría de Basílica Liberiana, en esta misma fecha, se levantó un obelisco en el lugar de la antigua capilla.
Se ignora en qué momento su fama de milagrosa empieza a retroceder, pero ya a mediados del siglo XX, se reconoce que en la región dicha fama la tienen el Cristo Negro de Otatitlán y la Virgen del Carmen de Catemaco.

### Cronología histórica de la Virgen
- 1560s -Llegó la Virgen a Cosamaloapan.
- 1572-85 -Se forma la Cofradía de Nuestra Señora de la Soledad.
- 1600 -Se confirma documentalmente la existencia de la Cofradía.
- 1609 -Se copian las antiguas Constituciones de la Cofradía y el Obispo las aprueba.
- 1643 -Se hace la primera relación o historia de la Virgen.
- 1643 -El obispo Palafox la lleva a Puebla y se le aparece.
- 1645 -Se dedica una capilla a la virgen de la Concepción.
- 1703 -Dedicación de nueva capilla a la Virgen.
- 1790s -Inician los trámites para nueva iglesia.
- 1799-1804 -Inicia construcción de la actual Iglesia.
- 1860 -Empieza a funcionar el nuevo edificio.
- 1937 -Reabre el templo después de la época anticlerical.
- 1966 -Coronación de la Virgen y título de Basílica Liberiana.
- 1966 -entrega de una réplica de la imagen de la virgen a la iglesia de San Miguel aloapam de dónde los poblanos cuentan era la imagen original.

## Inmigración

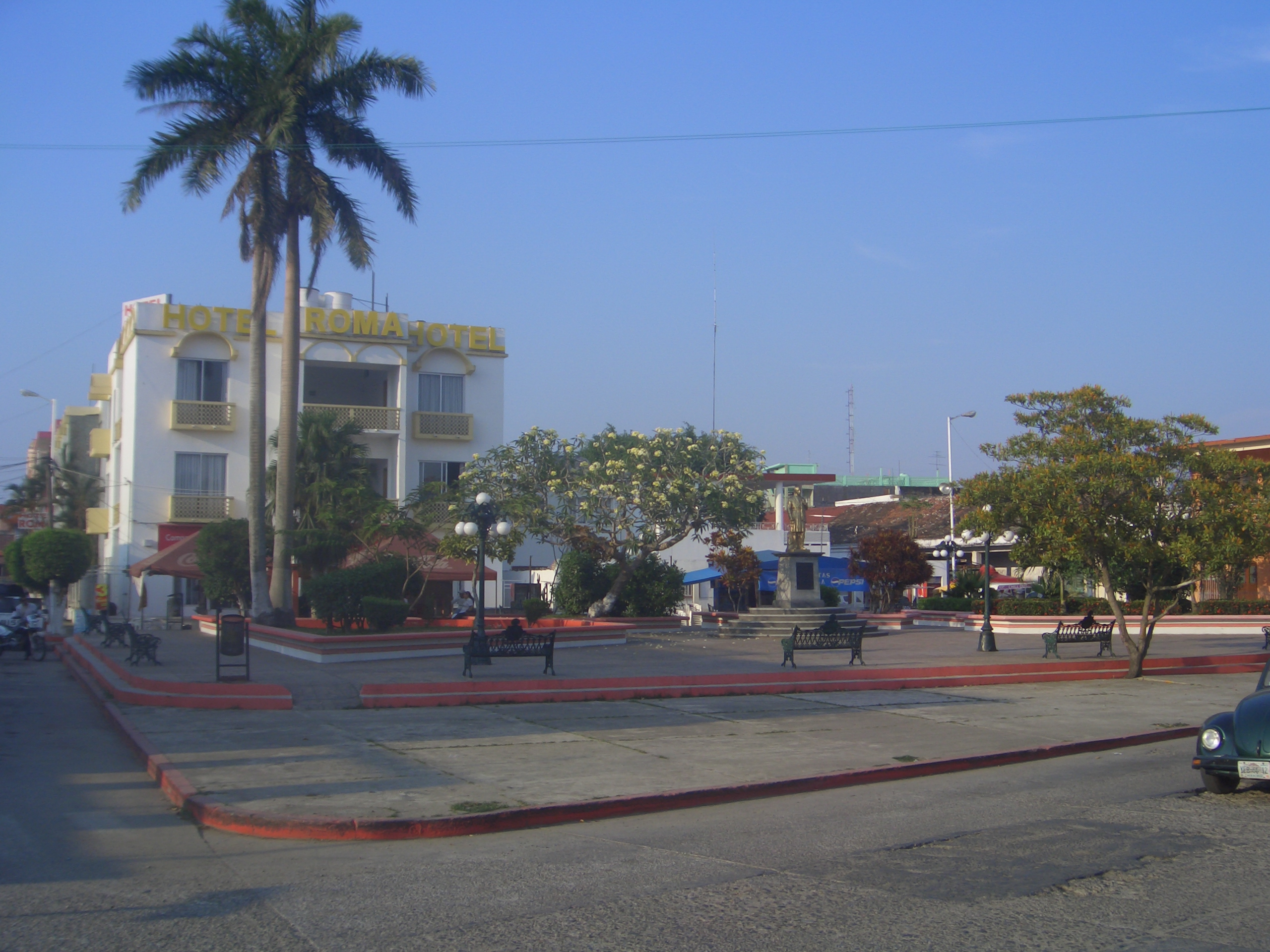
Parque Miguel Hidalgo.

Esta región de Sotavento desde la conquista siempre se vio como una tierra pródiga, plena de recursos naturales pero también de peligros, sobre todo por el clima.
A través de los siglos de la colonia distintas personas, esencialmente, españolas se asentaron en la región, en lo que puede considerarse una inmigración muy lenta. Un apartado especial debe hacerse de las personas de origen africano que se trajeron como esclavos, y aunque no llegaron por voluntad propia, sus descendientes, con el paso del tiempo, llegaron a ser mayoría en algunos poblados. Ningún pueblo tuvo un crecimiento explosivo. La unión de los inmigrantes (de origen europeo y africano) y los nativos desencadenó el mestizaje que dio el colorido y carácter tan propio de los habitantes de la región.
En el siglo XIX, la región producía, además del ganado, otros productos en cantidad importante, como el algodón, tabaco o maderas preciosas, que incrementaron el comercio. Tlacotalpan adquirió un fuerte auge comercial, por donde entraban y salían productos del Sotavento incluso de Oaxaca. Lo que atrajo inmigrantes nacionales y extranjeros. Por la independencia del país, los extranjeros tuvieron menores restricciones para establecerse en la región. Algunos extranjeros levantaron grandes fortunas en base al comercio, prácticamente desde la nada. (Mauricio Schleske/alemán, José Chazaro/italiano).
En el siglo XX, al decaer la producción del algodón, la caña de azúcar tomo su papel como motor económico de la zona. En esta época hubo inmigración, esencialmente, regional y nacional; extranjeros solo llegaron algunos cubanos, norteamericanos, ingleses, libaneses y una o dos personas de otras nacionalidades, esto fue durante las primeras décadas del siglo.
La inmigración regional se dio primero por motivos de seguridad durante la revolución y luego por el factor económico. Por ejemplo, San Cristóbal (Carlos A. Carrillo) en 1921 contaba con 681 habitantes, 9 años más tarde, en 1930 ya tenía 2555 habitantes. Creció casi 4 veces en un corto tiempo. En Santiago Ixmatlahuacan el proceso es de emigración, durante la revolución la mitad de la población emigro.
La inmigración desde otros estados del país es un tema no estudiado y no hay datos precisos, pero existió, por ejemplo se puede mencionar la inmigración temporal que se dio por el corte de la caña. Año tras año, fuertes contingentes de personas llegaron de Michoacán y Guerrero, y muchas de estas personas se quedaron a residir permanentemente en la región. Estos movimientos migratorios se dieron durante la segunda mitad del siglo XX.

### Extranjeros en el Cantón de Cosamaloapan
A finales del siglo XIX, la presencia de extranjeros en el cantón se presenta de la siguiente forma:
En 1871: 49 españoles, 5 italianos, 3 franceses y 1 austriaco.
En 1882: 74 españoles, 6 norteamericanos, 2 franceses, 1 italiano y 1 alemán.
En 1895: 62 españoles, 17 norteamericanos, 6 italianos, 3 guatemaltecos, 1 francés, 1 chileno, 1 alemán y 1 chino.

### Inmigración de italianos en el Cantón de Cosamaloapan
A finales del siglo XIX llegó al cantón de Cosamaloapan un grupo de Inmigrantes Italianos, exactamente, a los pueblos de Santiago Ixmatlahuacan y Otatitlán. En total son 13 los que se han localizado documentalmente, con ellos no llegó ninguna mujer.
En Otatitlán vivieron 2 italianos, de apellido Ceniz y Mego, eran originarios de Calabria y Palermo.
A Santiago Ixmatlahuacan llegaron en total 11 personas (2 de apellido De Marcos, 3 Talarico, 3 Chiunti y 3 Martello) en un lapso de poco más de 20 años. El primero del que se tiene noticia en la región es de Vicente De Marcos en 1878 y el último en llegar fue Pascual Chiunti (Pasquale Giunti Servidio) alrededor del año 1900. Todos eran originarios del sur de Italia, del pueblo de Sant'Agata di Esaro, y cuando menos un Talarico del pueblo de San Sosti. Estos pueblos se localizan en la provincia de Cosenza, región de Calabria.
Los apellidos que se transformaron fue Giunti por Chiunti y Di Marco por De Marcos. Martello solo cambió en la pronunciación, la última sílaba en lugar de sonar como una sola "L" paso a sonar como una "LL". Inclusive los nombres también se castellanizaron así se tiene, por ejemplo, Salvatore se convirtió en Salvador, Pascuale en Pascual, Giussepe en José, tal como se puede comprobar en los documentos de la época. El apellido Talarico se conservó tal como se usaba a finales del siglo XIX en Sant'Agata y San Sosti.
En el período de gobierno del presidente de la República, Don Manuel González (1880-1884), hubo un ambicioso plan de colonización promovido por el ministro de Fomento Don Carlos Pacheco. Es probable la promoción hecha en Italia haya influido para que llegaran las primeras personas a Ixmatlahuacan aunque por las fechas de llegada y el distinto origen geográfico no puede asegurarse que estas personas llegaran por acción directa del plan colonizador del gobierno, tal como pasó con las colonias italianas que se ubicaron en la col. M. González, cerca de Huatusco; en Chipilo, Puebla y en otras colonias.
La actividad inicial de los primeros que llegaron fue el comercio del algodón. Santiago Ixmatlahuacan era un importante productor. Un ejemplo de esta actividad se tiene cuando en 1885 Vicente de Marcos vende a Alfonso Talarico su negocio de habilitación, compra y venta de algodón. Después empezaron a adquirir terrenos y posteriormente siguieron otros rumbos, así se tiene que a finales del siglo Salvador Chiunti cultivaba y procesaba, en su rancho y en el pueblo, la caña de azúcar.
Durante la revolución estas personas al igual que sus familias emigraron de Santiago Ixmatlahuacan estableciéndose en Cosamaloapan y Carlos A. Carrillo, o bien regresaron a Italia. Las familias descendientes de estos italianos inmigrantes asimilaron la cultura mexicana.

### Inmigrantes libaneses en Cosamaloapan
En el Archivo General de la Nación existe el registro de 5 personas de origen libanés residiendo en Cosamaloapan. Los documentos datan de entre 1932 y 1935. Los inmigrantes son principalmente del distrito de Rashaya en la Gobernación de Bekaa, Líbano.

## Festividades
- Cabalgata. La cabalgata del 30 de noviembre es una reminiscencia de la llegada de los arrieros que portaban productos para vender durante las fiestas titulares de este pueblo; dicho arribo se registraba días antes de iniciar los festejos pagano-religiosos; en la actualidad se organiza una fastuosa cabalgata donde participan personas de la localidad, niños y adultos, montados a caballo y ataviados con regios trajes jarochos; el recorrido comprende las calles principales de la ciudad.
- Fiesta de la Inmaculada Concepción.- Esta fiesta se instituyó en 1646, por disposición del obispo Juan de Palafox y Mendoza. A partir de tal fecha se hicieron dos fiestas, la del 15 de agosto (día de la Asunción) instituida desde el siglo XVI. Así continuó hasta el siglo XIX, en algún momento se decidió hacer solo una fiesta, predominando la fiesta de la Virgen de la Concepción, el 8 de diciembre. Misma que aún se celebra. Las vísperas de la fiesta inician cuando los lugareños prenden velas o veladoras en el quicio de las puertas de su hogar, primero el día 10 de noviembre y posteriormente el 7 y 12 de diciembre. A partir del 30 de noviembre, se inicia el novenario en honor a la Virgen, el cual concluye el 7 de diciembre. El 8 de diciembre es considerado el “Día Grande”, el cual se inicia con las mañanitas a la Virgen en la Basílica Liberiana; posteriormente se pasea por las principales calles de la ciudad, terminada esta actividad, en una embarcación adornada con banderitas de color azul y blanco, sobre el Río Papaloapan, se hace un recorrido con la imagen escoltada por un sinfín de piraguas desde San Felipe hasta el puente San Cristóbal; el sonido de los cohetes de varilla mezclado con el de la marea del río, la gran cantidad de pangas adornadas y la solemnidad de sus pasajeros, generan un ambiente religiosamente sublime. Como parte de los rituales se entona el canto de la “Salve”, después de la oración se dispone que todos los días del año ardan dos lámparas de aceite ante la imagen y en sus fiestas se enciendan todas las que hubiera en su santuario. Estas luminarias pueden ser el origen de la hermosa costumbre de encenderlas a la puerta de las casas en las vísperas de las fiestas.
- Carnaval. Se celebra cuarenta días antes de la Semana Santa; inicia con la coronación de la reina del festejo y el rey de la alegría, las princesas y príncipes, que forman parte de la corte real. El primer carnaval se celebró en 1928 y su primera reina fue María Valdez Joachin. Cuando muere Juan Carnaval, dentro de la alegría, existe luto; se lee un testamento escrito con picardía por personas conocidas.
- Festival de las mariposas. Festival realizado por el ayuntamiento para celebrar al glorioso "río de la mariposa" donde se puede disfrutar de muestra gastronómica del pueblo, paseos alusivos a las mariposas, torneos deportivos, exposiciones pictóricas, eventos deportivos y culturales, así como la participación de artistas locales y nacionales en conciertos.

## Monumentos y sitios de interés
- Basílica liberiana. Desde el siglo XVI hasta principios del siglo XVIII, no se conoce la ubicación de la iglesia parroquial, aun así se sabe que en el año de 1600 la iglesia era “(…) grande de tres naves cubierta de xacal de paja”. En el siglo XVIII, la iglesia parroquial de Cosamaloapan se ubicaba en la esquina de las calles Ruiz Cortinez y Venustiano Carranza (donde estaban los billares). Es poco probable que antes estuviera en el mismo edificio del santuario, si se tiene en cuenta la rivalidad que existía entre los miembros de la cofradía encargada del santuario y los de la parroquia. A finales del siglo XVIII, parte del santuario fue derribado por el río Papaloapan, entonces surgió la necesidad de construir un nuevo santuario en un lugar más seguro. Al mismo tiempo, existía la necesidad de construir la parroquia de San Martín debido al mal estado en que se encontraba. El cura promovió que se construyera un solo edificio para albergar el santuario y la parroquia, debido a la falta de recursos (en realidad la que no tenía recursos económicos era la parroquia, el santuario debido a su fama de milagrosa tenía fuertes ingresos). En 1798 la capilla de Nuestra Señora de la Concepción estaba en peligro eminente de derrumbe al estar el río golpeando sus muros, considerándose cambiarla a otra capilla. La torre ya estaba sumergida en el río. La más viable fue la Capilla de San Diego que estaba construida donde, posteriormente se ubicó el Teatro Juárez y en el siglo XX el cine Río, frente al actual parque. En 1799, se hizo el proyecto para el nuevo santuario, mismo que se empezó a construir un poco después, en 1804 ya se llevaba levantados una parte de los muros y después de un largo proceso, el nuevo templo quedó listo hacia 1860. No se tienen otros datos sobre el proceso de construcción. Durante ese lapso de tiempo la veneración de la Imagen y el culto en general se realizaba en la capilla de San Diego. El templo se cerró en la época anticlerical y reabrió al uso religioso en 1937. Después de su reapertura se le siguieron haciendo arreglos al templo. En el periodo que fue párroco el presbítero Francisco Fernández (1936-55) se dotó al templo de un órgano, un altar mayor de mármol, y en el periodo de 1955-61 se refundió una campana dañada, colocándola junto a la campana llamada “Emilia”. En 1966, fue coronada la Virgen y se elevó el templo a la categoría de basílica Liberiana, en esta misma fecha, se levantó un obelisco en el lugar de la antigua capilla.
- Plaza de armas. El parque central de la ciudad de Cosamaloapan llamado: “General Marcos Carrillo Herrera”, tiene su origen en el siglo XIX. Anterior a ello el centro religioso y político estaba cerca de la orilla del río Papaloapan, cerca del actual parque Hidalgo. Al llevarse el río la iglesia y empezarse a construir el actual templo, trajo consigo que el terreno ubicado al frente fuera tomando las funciones de la nueva plaza pública. En el año de 1897, se terminó de dar forma a la plaza de armas con la construcción del kiosco, la colocación de bancas y jardineras. En Cosamaloapan, después de la inundación de 1944 al igual que en toda la zona, se impulsó la construcción y modernización. En 1947, se demolió el parque central incluyendo el kiosco de la Época Porfiriana. En ese entonces apenas tenía 50 años de construido. El gobierno municipal construyó el nuevo parque,  con la pérgola y el busto de Manuel Carpio, en uno de sus extremos. El parque o plaza de armas no tenía un nombre específico. El nombre de General Marcos Carrillo Herrera, fue en homenaje y reconocimiento al héroe de las cuatro guerras que nació en Cosamaloapan. Con el paso del tiempo ha tenido modificaciones, como el cambio del piso o la ampliación de un segundo nivel de la pérgola en el año 2009.
- Bajos de Noroña. Ubicado justo al frente del monumento de los niños héroes, los bajos de ñoroña es un monumento encabezado por un cañón francés dejado durante la guerra de los pasteles en territorio cosamaloapeño, el cual conmemora la victoria del pueblo mexicano.
- Monumento a los niños héroes. El monumento a los niños héroes es una enorme para cubierta de mármol el cual posee placas de oro con los rostros de los niños héroes de Chapultepec en una cara, mientras que en la otra se encuentra la bandera nacional mexicana plasmada en la pared.
- Monumento a Benito Juárez. Monumento que cuenta con una estatua del expresidente de la república, el cual está ubicado en la alameda Juárez.
- Monumento a Miguel Hidalgo y Costilla. Estatua en honor al padre de la patria, la cual fue realizada por el famoso e importante escultor poblano Ernesto E. Tamariz (1904-1988) en 1949. Tamariz es autor de importantes monumentos mexicanos del siglo XX, por ejemplo: el monumento a los Niños Héroes de Chapultepec y el monumento a la Victoria del 5 de Mayo en Puebla. Igual realizó esculturas religiosas en la Basílica de Guadalupe en México como la escultura de Juan Pablo II; o esculturas de carácter funerario.

## Gastronomía
Cosamaloapan se distingue por su gastronomía, gracias a sus condiciones climatológicas, que lo hacen el sitio ideóneo para cocinar todo tipo de pescados y mariscos. Entre otros platillos tenemos: Los tapixtes, pilte de pescado, el arroz a la tumbada, las mojarras fritas, tamal de elote, los bollitos y los buñuelos (contrario a como se conocen normalmente en el resto del mundo, este platillo consta de bolas de masa frita servidas con miel de agave).

## Museos
La Casa de La Cultura "Aurora Ferat De Zamacona", la cual contiene una exposición permanente de pinturas y uno de sus vestigios más antiguos.

## Artesanías
Las arpas costeñas, la jarana para el son, los requintos y los paisajes de bambú, los caracterizan.

## Centros turísticos
Se encuentran las playas para realizar el ecoturismo como son: La Playita, Cerro Colorado, El Mirador y La Boquita, así como un centro ecoturístico llamado "viba frank" en cual cuenta con piscinas, palapas, restaurante, campos de juego y un lago artificial.

## Poblaciones principales
- Cosamaloapan de Carpio, cabecera municipal de 28520 habitantes.
- Gabino Barreda con 4,514 habitantes.
- Nopaltepec con 3,260 habitantes.
- Paraíso Novillero con 2,788 habitantes.
- Poblado Dos (Ampliación Piedras Negras), 2295 habitantes.

## Emigración
En Cosamaloapan pueden observarse gran cantidad de casas abandonadas y mujeres solas con hijos; escasea la mano de obra joven para el corte de caña y para trabajar la siembra.
Los ingenios San Gabriel y San Cristóbal ubicados en la zona que habían sido motores de la economía regional durante más de un siglo, fueron los únicos empleadores y absorbían la mano de obra pero por primera vez en zafra del año 2008 no tuvieron cortadores de caña necesarios. Les faltaron mil 600 hombres.
Esos son solo algunos de los impactos de la emigración de campesinos a diversas ciudades de Estados Unidos: Atlanta, Phoenix, Deming, Houston y Los Ángeles. Los pocos jóvenes que aún habitan estas localidades no hacen sino planear cómo irse en busca de un futuro más promisorio.
Los pobladores de Cosamaloapan cada vez emigran más para Estados Unidos u otros estados de la república mexicana buscando mejores formas de vida.
También mucha gente viaja a las ciudades del norte del país en busca de un mejor vivir porque lamentablemente los gobiernos municipales no han sido capaces de promover la cultura y las fuentes de trabajo así es como en el año de 1998 mucha gente se desplaza a Ciudad Juárez y otras a Tijuana en busca de una mejor vida.

## Música
La música tradicional de Cosamaloapan, al igual que en toda la baja cuenca del Papaloapan y regiones vecinas (Los Tuxtlas, Cuenca del Coatzacoalcos, etc.), es el Son Jarocho. Esta ha tenido amplia difusión e incluso es representativa del estado. Las estaciones de radio XEFU y XEQO tienen un añejo programa dominical, llamado "Viva la Cuenca" donde se difunde el son y la décima jarocha.
Octaviano Corro registra el dato que el año de 1882 se tocaba música de banda en el kiosco de la plaza de armas. El músico por vocación, Jesús Ruiz y Campa organizó una banda que tocaba los jueves en dicha plaza.
Posterior a él, siguieron otros, entre ellos el maestro Graciano Ávila quien en 1915 organizó otra banda musical.
Más recientemente, en los años 1980, grupos de música tropical: Los Flamingos, Los Jomalac´s , Los Cosver, Cuni y Los Eléctricos, alcanzaron notoriedad amenizando bailes populares y grabando discos LP.
El maestro cuni y sus teclados
A principios del año 2002 un grupo de compañeros estudiantes y amigos se reunían a tocar la guitarra asistiendo así a serenatas, mañanitas, y reuniones sociales entre familiares y amigos. Pasado algún tiempo este grupo vivió cambio de integrantes motivados por sus actividades particulares, y no fue sino hasta finales del mes de abril del año 2004 cuando surgió la idea de formar una agrupación más grande conformada por viejos integrantes y nuevas promesas de la música añeja que estaban interesadas en forma el Proyecto de una Rondalla. Y por fin el día 10 de mayo del 2004 se reúne Dios el Hombre y su Guitarra y deciden ofrecer el gran debut de la Rondalla Voces de la Juventud llevándole mañanitas a las mamas de cada uno de los integrantes y entusiasmando a cada una de ellas con las canciones de ayer hoy y siempre.
En la actualidad, los habitantes de este municipio están abiertos a diferentes ritmos musicales, músicos y cantantes pero las jaranas y las marimbas no dejan de emitir sus sonidos en manos de músicos con fuerte arraigo regional. En el año 2007, sumándose al movimiento sonero tradicional, surgió en Cosamaloapan el grupo "Leyendas del Son", mismo que pretende rescatar y fomentar la tradición musical jarocha y el fandango.

## Indicadores demográficos
- Población total 2000:	54.185 habitantes
- Lugar estatal:	27°
- Participación de la población del estado: 0,78427%
- Densidad 2000:	93.213 hab/km²
- Número de localidades 2000: 129
- Localidades rurales 2000: 125
- Localidades urbanas 2000: 4
- Población urbana 2000:	38.310
- Población rural 2000:	15.875
- Población indígena 2000: 2.587

## Educación
La educación básica es impartida por 72 planteles de preescolar, 116 de primaria, 20 de secundaria. Además cuenta con 3 centros para capacitación para el trabajo, con 9 instituciones que brindan el bachillerato; así como con centros de enseñanza técnica y profesional medio como son: Conalep y CBTIS.
Superior: Instituto Tecnológico Superior de Cosamaloapan, Universidad del Golfo de México Campus Cosamaloapan, Universidad Popular Autónoma de Veracruz, la Universidad Pedagógica Veracruzana, y Universidad Filadelfia de México en la congregación de Ciudad Alemán. Y la escuela Manuel Carpio.

## Salud

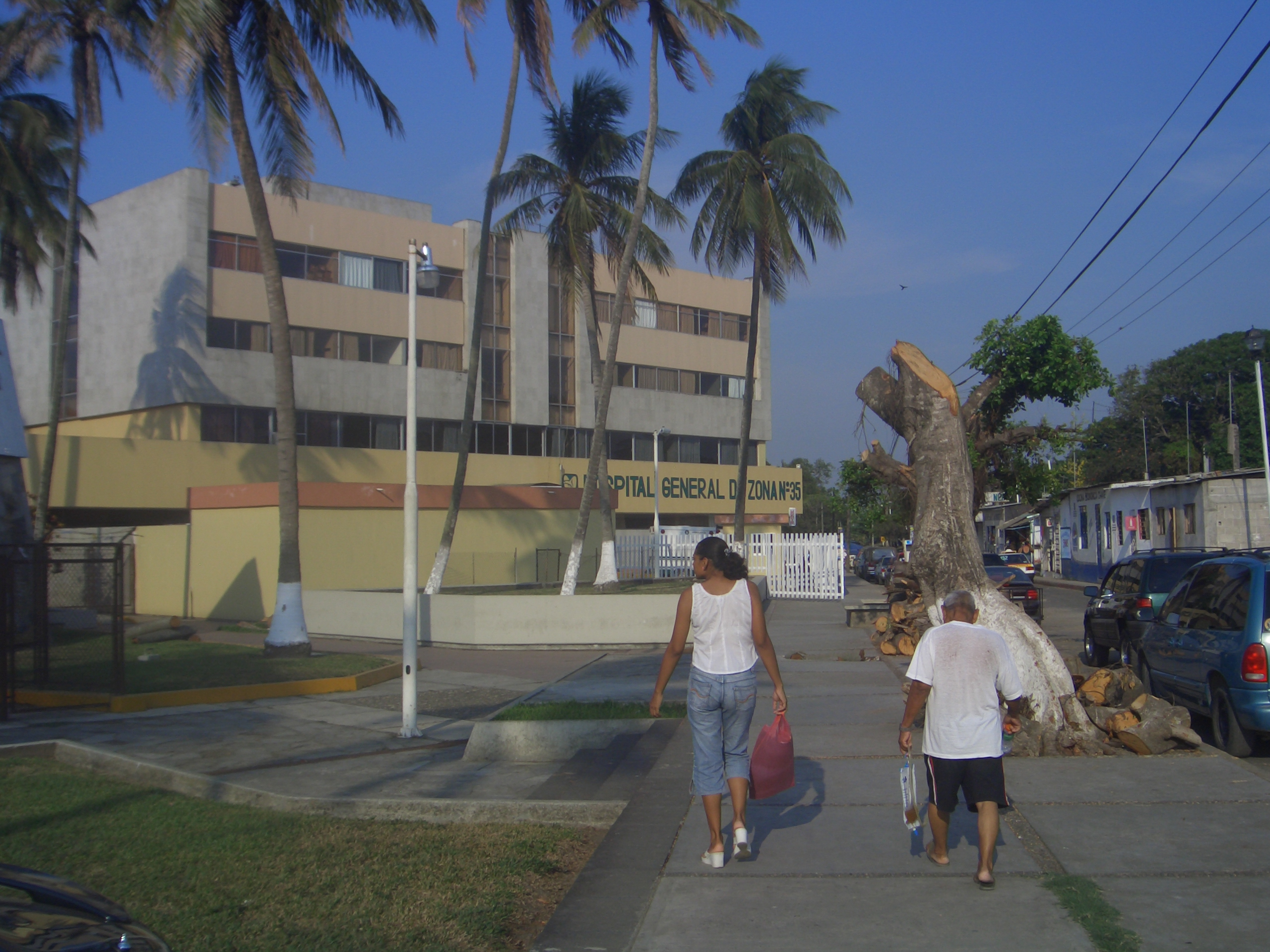
Hospital General de Zona N.º 35 del IMSS. 24 de abril de 2009.

En este municipio la atención de servicios médicos es proporcionada por 8 unidades médicas de la Secretaría de Salud, 7 del IMSS, 2 del ISSSTE,1 de la Cruz Roja y unidades médicas del DIF. también cuenta con centros de salud, centros de rehabilitación, médicos particulares, especialistas (psicólogos, pediatras, nutriólogos, ginecólogos, dentistas etc). Cabe señalar que en esta municipalidad se prestan los servicios de consulta externa y hospitalización general.

### Abasto
El municipio satisface sus necesidades de abasto mediante un mercado público, 6 tiendas Diconsa, 3 rastros y 1 centro receptor de productos básicos, así como 1 Chedraui, 2 tiendas Lores, 1 centro comercial Almosur, dulcerías y otras tiendas de electrodomésticos como Coppel y Elektra en la cabecera municipal.

### Industria azucarera
La industria del procesamiento de la caña de azúcar es antigua en el municipio.
En el último cuarto del siglo XVII, varias personas vecinas de Cosamaloapan solicitaron y obtuvieron licencias del gobierno virreinal para sembrar y procesar la caña de azúcar en trapiches, entre ellos Diego Rangel en 1677 y 1678, Diego Rodríguez Calderón en 1684 e Isidro Ladrón de Guevara en 1688.
En 1825, se producía panela y miel, en trapiches. La producción de panela y miel en estos trapiches continuo hasta mediados del siglo XX.
La producción de azúcar en gran escala se empezó a finales del siglo XIX, fundándose para ello tres grandes ingenios:
1.- Ingenio San Cristóbal fundado en 1896 (en 1996 paso a la jurisdicción del recién creado municipio de Carlos A. Carrillo).
2.- El Ingenio Paraíso Novillero. construido en 1898 en la población homónima. Fue cerrado en las últimas décadas el siglo XX.
3.- El ingenio San Gabriel, fundado en 1870 en la ciudad de Cosamaloapan. En la zafra 2008-2009, prácticamente dejó de funcionar, por problemas económicos.
Un cuarto gran ingenio formó parte de este municipio, el Ingenio Tres Valles, construido en 1975 dentro de la congregación homónima del municipio de Cosamaloapan. En 1985, al erigirse en municipio esta población, este ingenio paso a su jurisdicción.

## Presidentes municipales
| Presidente                  | Período   | Partido           |
| Ángel Estrada Loyo          | 1955-1958 |                   |
| José Cué Aguirre            | 1958-1961 |                   |
| Hugo Chiunti Hermida        | 1961-1964 |                   |
| Antonio Carreón Bravo       | 1964-1967 |                   |
| José Ochoa Rodríguez        | 1967-1970 |                   |
| Homero Cabrera Gabriel      | 1970-1973 |                   |
| César Fentanes Méndez       | 1973-1976 |                   |
| Francisco Sánchez Contreras | 1976-1979 |                   |
| Julio Castillo Pitalúa      | 1979-1982 |                   |
| Gustavo Arroniz Zamudio     | 1982-1985 | PRI               |
| Sergio Villasana Delfín     | 1985-1988 |                   |
| José Luis Quijano Pailles   | 1988-1991 | PRI               |
| Gustavo Arroniz Zamudio     | 1992-1995 | Consejo municipal |
| Eloy Chiunti Ferat          | 1995-1997 | PRI               |
| Juan Chiunti Rico           | 1998-2000 | PRD               |
| Juan René Chiunti Hernández | 2000-2004 | PAN               |
| Marcos Raúl Salido García   | 2005-2007 | Convergencia      |
| Juan René Chiunti Hernández | 2008-2010 | PRI               |
| Homero Arróniz Zorrilla     | 2011-2013 | Convergencia      |
| Adriana Maass Michel        | 2014-2017 | PRI               |
| Raúl Hermida Salto          | 2018-2021 | PAN               |
| Gustavo Senties Hernández   | 2022-2025 | Morena            |

## Personajes destacados
- Manuel Carpio, médico y poeta (1791-1860).
- Marcos Carrillo Herrera, militar (1837-1892).
- Marcelo León, militar y político (1846-1897).
- Aurora Ferat de Zamacona, profesora, poetisa y escritora (1899-1985).
- Manuel Chiunti Abrego, Profesor, escritor y político (1913-1999).
- Pascual Chiunti Portuondo, Profesor, escritor, filósofo, y político (1932-2012).
- Fidel Herrera Beltrán, abogado, escritor y político (1949-presente).

## Comunicaciones
Cosamaloapan se encuentra, sobre la carretera MÉX 175, que va desde Buenavista (Alvarado) hasta Puerto Ángel (Oaxaca), cruzando la Sierra Madre Occidental; sobre el km 58 al 61. Cuenta también con comunicación por vía autopista, MÉX 145D, que va desde Tinajas hasta Acayucan, cuenta con una caseta en dicha autopista para auxilio de los viajeros, en el km 83. Cuenta también con dos terminales de autobuses, una para autobuses foráneos y otra para locales. Se halla también, en un poblado cercano, una aeropista.
Otra manera de comunicación es por vía fluvial, con el caudal del Papaloapan, que desemboca en el Golfo de México a 92 km por vía fluvial, en Alvarado, pasando Tlacotalpan. Cuenta con dos estaciones radiodifusoras independientes, en AM y FM.
Al N colinda con Villa Acula y Tres Valles; al S con Tuxtepec (Oaxaca) y Villa Azueta; al E con Carlos A. Carrillo (antes San Cristóbal), Otatitlán, Tlacojalpan, Tuxtilla y Chacaltianguis; y al O con Tierra Blanca y Acatlán de Pérez Figueroa (Oaxaca).